# 다니엘 파체코
다니엘 "다니" 파체코 로바토(스페인어: Daniel "Dani" Pacheco Lobato, 1991년 1월 5일, 스페인 피사라 ~ )는 스페인의 축구 선수로, 마틴 켈리와 함께 리버풀 FC의 최고 유망주 중 한명으로 손꼽혔다. 그는 풋볼 리그 챔피언십의 노리치 시티 FC로 임대를 떠났으며 인상적인 활약 이후 복귀, 11-12시즌을 맞이해 아틀레티코 마드리드에서 라요 바예카노로 재임대되었다. 2013년 겨울이적시장에서 그는 SD 우에스카로 임대되었다. 파체코는 2007년 리버풀로 이동하기 전, 2003년부터 바르셀로나 아카데미와 함께 그의 커리어를 시작하였다. 그는 2009년 12월 9일 ACF 피오렌티나의 매치를 통해 UEFA 챔피언스 리그에 데뷔하였다. 그는 10-11시즌이 끝날 때까지 노리치 시티 FC로 긴급 임대를 떠나기 전까지 리버풀에서 14번 출전하였다.
파체코는 노리치에서 6경기 두 골을 기록하며 임대를 끝마쳤다. 파체코는 2010 UEFA 유로피언 U-19 풋볼 챔피언십에서 이름을 올리며 국제대회 경기에 출전하였고, 결승전에서 프랑스에 패하였으나 토너먼트에서 4골을 득점하며 Golden boot(최고 득점자)를 수상하였다. 이후 2011년 FIFA U-20 월드컵에 참가하였으나 팀은 8강에서 탈락하였다.

## 클럽 커리어

### 유소년 커리어
FC 바르셀로나 아카데미에서 떠오르는 스타로 평가되며 즐거운 시간을 보내던 그는 2007년 리버풀 FC로 이적을 통해 이동하였고 이적초기에 리저브 팀에서 활동하였다. 바르셀로나 아카데미에서 파체코는 거의 모든 포지션에서 골을 기록하며 자신의 역량을 발휘하였고, 팀메이트는 그를 El Asesino (어쌔씬)이라 불렀다.

### 리버풀 리저브(2008–09)
2008년 2월 5일, 파체코는 볼턴 원더러스 FC 리저브와의 매치를 통해 리버풀 리저브 팀에 데뷔하였다. 그는 이 경기의 첫 번째 골을 원더러스의 골키퍼 이안 워커가 지키는 골문에 빠르게 감아찬 슛으로 자신의 리저브 리그 첫 득점에 성공하였다. 2008년 4월, 블랙번 로버스 FC 리저브 와의 경기에서 크리스티안 네메스 에게 한 50야드 패스의 어시스트는 리버풀 리저브가 프리미어 리저브 리그 북쪽 타이틀을 거머쥐게 된 의미있는 골이다. 2008년 5월 7일, 후반전에 교체투입 되어 루카스 레이바에게 한 쓰루패스는 리저브 리그 결승전, 안필드에서 아스톤 빌라를 맞이해 대승리를 거둔 3번째 득점이자 마지막 득점이었다.

### 리버풀 퍼스트 팀(2009–현재)
2009년 12월 9일, UEFA 챔피언스 리그 피오렌티나와의 매치에서 알베르토 아퀼라니와 교체투입되며 퍼스트 팀에 데뷔하였다. 그는 불과 2주가 지난 후 울버햄프턴 원더러스 FC와의 매치에서 아퀼라니를 대신해 출전하며 리그 데뷔를 하였다.
2010년 2월 18일, UEFA 유로파 리그 FC 우니레아 우지체니와의 경기에서 75분 아퀼라니와의 교체 후, 6분 만에 다비드 은고그에 결승골이 되는 백패스를 통해 어시스트를 기록하였다.. 이어 파체코는 2010년 8월 5일 FK 라보트니치키와의 경기에서 처음으로 90분 경기를 소화하며 유로파 리그에서 출전에 대한 자격을 얻었다.
2010년 8월 10일, 파비우 아우렐리우의 클럽과의 재계약 이후 그가 6번을 받게 되자, 리버풀은 파체코에게 2010-11시즌 아우렐리우의 이전 등번호였던 12번을 안겨주었다. 8월 23일, 맨체스터 시티 FC와의 리그 3-0 패배 경기에서 교체투입되며 마지막 몇 분을 뛰었다. 파체코는 유로파 리그에서 뛸 수 있는 자격을 얻으며, 리버풀의 그룹 토너먼트 상대인 트라브존스포르와 FC 슈테우아 부쿠레슈티의 경기에 출전해 리버풀이 두 마리의 토끼를 잡는 것을 도왔다. 12월 2일, 슈테아우아 와의 리턴 그룹 매치에서 89분을 뛰었고 1-1 무승부를 기록하였다. 다음 날, 리버풀은 파체코 그리고 마틴 켈리와 2014년 6월까지 계약 연장을 체결하였음을 밝혔다. 12월 15일, 파체코는 리버풀의 시즌 유로파 리그 그룹 토너먼트 마지막 경기인 FC 위트레흐트와의 0-0 경기에 후반전 교체출전하였다.

### 노리치 시티 FC

노리치 시티 프로모션

2011년 4월 23일, 노리치 시티 FC로의 긴급 임대를 가며 37번 셔츠를 받은 뒤 합류하였다. 울버햄프턴 원더러스 FC의 선수인 Sam Vokes의 임대가 체결됨에 따라 같은 날짜에 발표되었다. 그는 스컨소프 유나이티드 FC와의 경기에 데뷔해 그란트 홀트에 어시스트를 하며 팀의 첫 번째 득점을 도왔다. 또한 노리치의 두 번째 득점인 페널티킥을 만드는 쓰루패스를 하며 팀의 6-0 대승리에 큰 기여를 하며 성공적인 데뷔 경기를 치렀다. 4월 21일, 입스위치 타운 FC와의 경기에서 Wes Hoolahan 의 교체로 투입된 후 팀의 마지막 골을 득점하며 노리치 시티에서의 첫 득점을 이루었다. 이후 코번트리 시티 FC와의 풋볼 리그 챔피언십 시즌 파이널 경기에 Holt와 교체 후 득점하였다.

### 아틀레티코 마드리드
2011년 8월 24일, 리버풀은 그들의 공식 홈페이지를 통해 2011-12시즌 라 리가가 끝나기까지 스페인 클럽으로 임대 감을 발표하였다. 아틀레티코 마드리드는 파체코를 라요 바예카노로 재임대 보냈으며, 시즌이 끝난 후 영입할 수 있는 조건이 있음을 밝혔다.

### 라요 바예카노
아틀레티코 마드리드를 통해 라요로 재임대되었으며 등번호는 24번을 부여받았다. 2011년 9월 19일에 헤타페전을 기점으로 그는 프리메라리가 공식 데뷔전을 치렀다.

### SD 우에스카
2013년 1월, 그는 리버풀 FC에서 SD 우에스카로 임대되었다.

## 국가대표 경력
2010 UEFA 유로피언 u-19 풋볼 챔피언십에서 파체코는 스페인 Under-19에 소속되어 그룹 토너먼트 상대인 포르투갈 under-19를 상대로 두 골을 득점하였다. 이후 스페인이 준결승 자격을 얻기 위한 마지막 상대인 이탈리아 under-19를 맞이하며 또다른 득점에 성공하였다. 파체코는 잉글랜드 u-19 와의 준결승에서 이른 시간에 득점에 성공하였고, 스페인은 3-1로 승리하였다. 무적함대는 프랑스와의 결승전에서 2-1로 패배하는데, 이때 파체코는 어시스트를 만들어냈다. 그는 2010 UEFA 유로피언 u-19 풋볼 챔피언십에서 총 4골을 기록하며 대회 최고 득점자에게 돌아가는 골든 부츠를 수상하였다. 파체코는 3월 24일 리버풀 팀메이트인 다니엘 아얄라 와 더불어 프랑스와의 3-2 패배였던 친선전을 통해 스페인 u-21에 데뷔하였다. 그는 이 경기에서 45분을 뛰고 옐로 카드를 받았으며 후반전에 교체되었다.
그는 한국 기준으로 7월 30일에 개막된 2011년 FIFA U-20 월드컵에 스페인 U-20 스쿼드로 포함되어 대회 중 5경기(4경기 선발, 1경기 교체)를 출전하였다. 조별예선에서 1위로 통과 이후 한국과의 16강전에서 승부차기로 올라갔으나 팀은 8강에서 브라질과의 연장전 후 승부차기 끝에 탈락하였다.

## 수상

### 클럽
리버풀 FC
- 프리미어 리저브 리그: 2007-08 프리미어 리저브 리그

노리치 시티 FC(loan)
- 챔피언십 리그 승격: 2010-11 풋볼 리그 챔피언십

### 국가대표팀
스페인 U-19
- 스페인 19세 이하(U-19) 대표팀 준우승: 2010 UEFA 유로피언 U-19 풋볼 챔피언십

### 개인
- 2010 UEFA 유로피언 U-19 풋볼 챔피언십 최고 득점 선수[13]

## 커리어 기록
| 클럽                         | 시즌         | 리그 | 리그 | FA컵 | FA컵 | 리그 컵 | 리그 컵 | 유로파 | 유로파 | 다른 대회 | 다른 대회 | 토탈 | 토탈 |
| 클럽                         | 시즌         | 출전 | 득점 | 출전 | 득점 | 출전    | 득점    | 출전   | 득점   | 출전      | 득점      | 출전 | 득점 |
| ---------------------------- | ------------ | ---- | ---- | ---- | ---- | ------- | ------- | ------ | ------ | --------- | --------- | ---- | ---- |
| 리버풀 (프리미어 리그)       | 2009–10      | 4    | 0    | 0    | 0    | 0       | 0       | 3      | 0      | 0         | 0         | 7    | 0    |
| 리버풀 (프리미어 리그)       | 2010–11      | 1    | 0    | 0    | 0    | 1       | 0       | 5      | 0      | 0         | 0         | 7    | 0    |
| 노리치 시티 (챔피언십 리그)  |              |      |      |      |      |         |         |        |        |           |           |      |      |
| 2010–11                      | 6            | 2    | 0    | 0    | 0    | 0       | 0       | 0      | 0      | 0         | 6         | 2    |      |
| 라요 바예카노 (프리메라리가) |              |      |      |      |      |         |         |        |        |           |           |      |      |
| 2011–12                      | 1            | 0    | 0    | 0    | 0    | 0       | 0       | 0      | 0      | 0         | 1         | 0    |      |
| 클럽 토탈                    | 클럽 토탈    | 12   | 2    | 0    | 0    | 1       | 0       | 8      | 0      | 0         | 0         | 21   | 2    |
| Career total                 | Career total | 12   | 2    | 0    | 0    | 1       | 0       | 8      | 0      | 0         | 0         | 21   | 2    |